# 무기음
무기음(無氣音, tenuis consonant)은 언어음을 발음할 때 수반한 공기가 거세게 나지 않는 닿소리이다. 한국어로 된소리 ㅉ, ㄲ, ㄸ, ㅃ, ㅆ가 무기음이고 유기음과 대립할 때 언급한다.
한국어나 중국어, 태국어와 같은 언어는 유기음과 무기음의 차이로 뜻을 구별한다.
무성음과 흡사하며, 이 때문에 일본어의 か, た 등의 무성음은 '카', '타'가 아닌, '가', '다'로 표기된다. 또한, 유성음과 무성음으로 구분하는 언어의 화자는 한국어의 '가'와 '다'를 'Ka', 'Ta'로 듣는다.
매큔-라이샤워 표기법에서도 '가'와 '다'는 'Ka', 'Ta'로 표기한다. 단, 현대의 한글 로마자 표기법에서는 '가'와 '다'는 'Ga', 'Da'로 표기한다.

## 같이 보기
- 유성음
- 무성음
- 유기음
- 긴장도 (tenseness)
- 경음과 연음 (fortis and lenis)
- 예사소리
- 된소리